# Argia harknessi
Argia harknessi – gatunek ważki z rodziny łątkowatych (Coenagrionidae). Występuje na terenie Ameryki Środkowej.